# Imitation Game
Pour plus de détails, voir Fiche technique et Distribution.
Imitation Game ou Le Jeu de l'Imitation au Québec (The Imitation Game) est un film biographique américain réalisé par Morten Tyldum, sorti en 2014. Il s'agit de l'adaptation cinématographique de la biographie d'Alan Turing (Alan Turing: The Enigma) d'Andrew Hodges. Le film est inspiré de la vie du mathématicien et cryptanalyste britannique Alan Turing, notamment pendant la Seconde Guerre mondiale, lorsqu'il a travaillé à Bletchley Park.
Le titre du film est une référence à l'introduction de l'article écrit par Alan Turing en 1950 pour présenter ses recherches sur l'intelligence artificielle et notamment ce qui est devenu par la suite le test de Turing. Celui-ci est brièvement évoqué dans le film, mais n'est pas le sujet principal du film, qui traite essentiellement de son travail sur Enigma et de son homosexualité.

## Synopsis

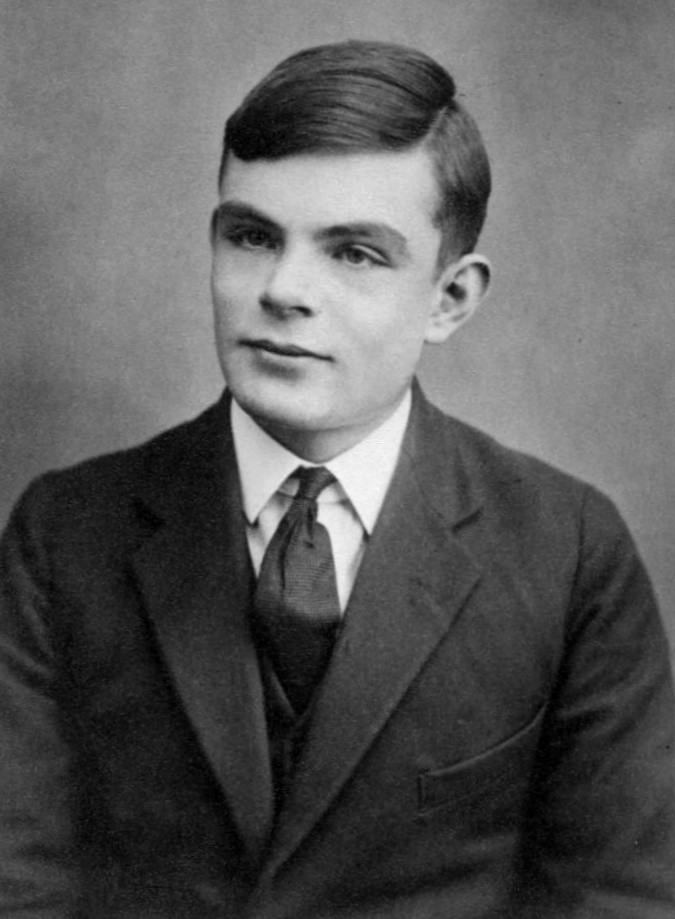
Alan Turing, à l'âge de 16 ans.

En 1951, les inspecteurs Nock et Staehl sont responsables du dossier sur le cambriolage du domicile d'Alan Turing. Étonnés autant par le fait qu'il ne semble pas y avoir eu vol que par le fait que le professeur Turing semble souhaiter qu'ils évitent d'enquêter, ils fouillent alors le passé de celui-ci.
En 1928, le jeune Turing est un prodige en mathématiques, martyrisé par ses camarades. Il développe une amitié proche avec Christopher Morcom, intéressé par la cryptographie. Christopher va alors entraîner Turing dans ce domaine, en lui offrant un livre sur le sujet. Au fil du temps Alan Turing s'éprend de Christopher, mais ce dernier meurt de tuberculose bovine pendant les vacances scolaires, avant même qu'Alan ait eu le temps de dévoiler son amour.
En 1939, alors que la guerre débute, Turing, déjà reconnu pour ses talents de mathématicien, se rend à Bletchley Park et rejoint l'équipe de cryptographie, sous les ordres du commandant Alastair Denniston. Il est accompagné par le maître d'échecs Hugh Alexander, John Cairncross, Peter Hilton, Keith Furman et Charles Richards. Cette équipe va alors tenter de décrypter la machine de cryptographie utilisée par les nazis : Enigma.
Turing montre des difficultés à travailler en équipe et développe, en solitaire, une bombe électromécanique capable de décrypter Enigma. Après que le commandant Denniston a refusé d'accorder des fonds de 100 000 £ à la construction de sa machine, Turing écrit au Premier ministre Winston Churchill, qui accepte de nommer Turing responsable de l'équipe. Turing licencie alors Furman et Richards puis publie une grille de mots croisés très difficile dans les journaux afin de recruter de nouveaux experts. Deux candidats sont retenus, dont Joan Clarke, diplômée de Cambridge, qui surpasse Turing au test. Mais ses parents refusent qu'elle aille travailler dans un endroit exclusivement masculin. Turing va alors arranger la situation en la faisant engager parmi les secrétaires (logées séparément des hommes) pour que ses parents acceptent. Turing et elle se retrouvent régulièrement chez sa logeuse, afin qu'elle puisse travailler également sur les messages à décoder.

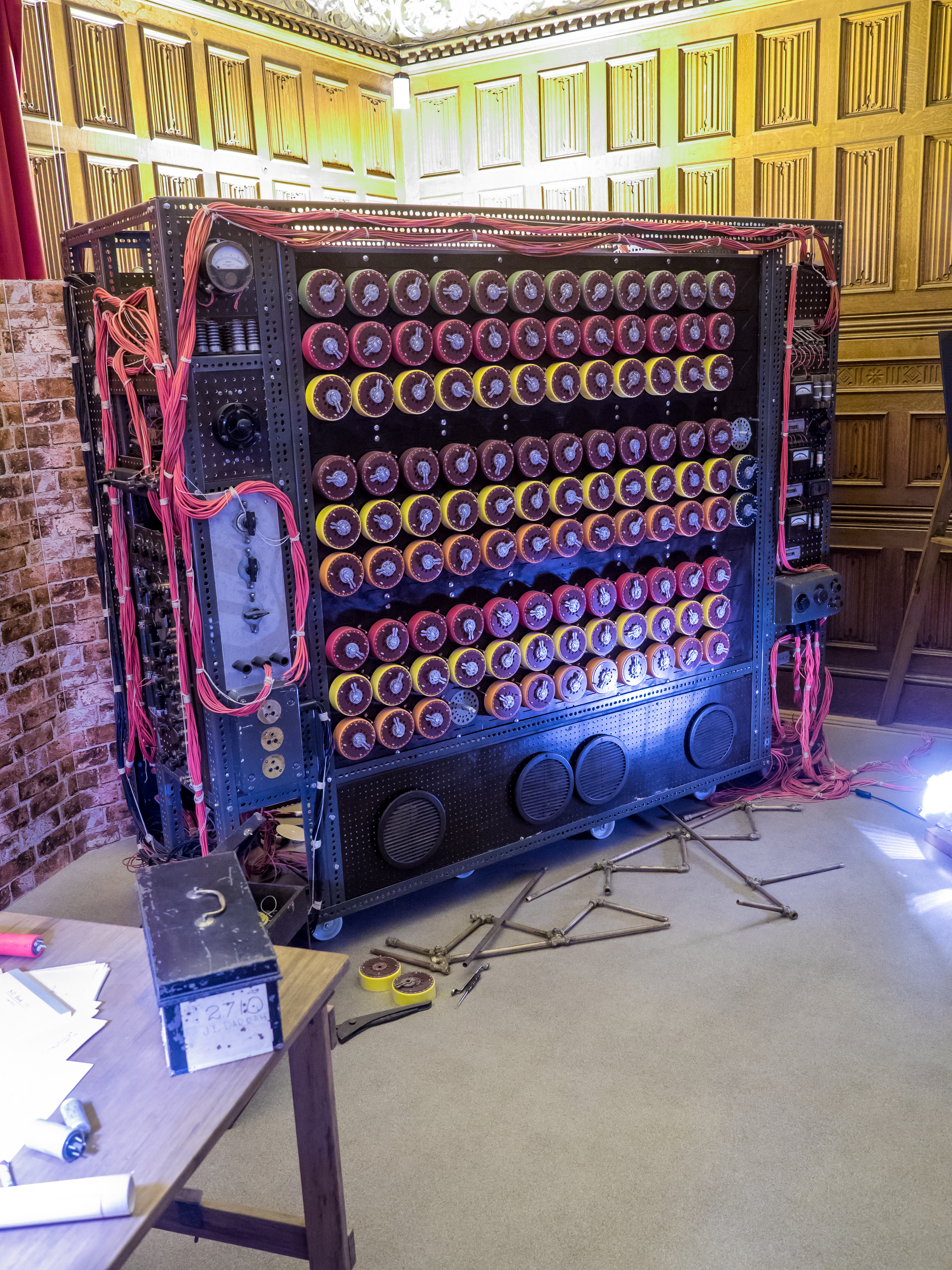
Reproduction de la machine Christopher, utilisée dans le film.

La machine de Turing, qu'il surnomme Christopher, est ensuite fabriquée mais elle ne réussit pas à décrypter Enigma dans un temps raisonnable : la configuration d'Enigma change chaque jour à minuit et le premier message est un bulletin météo transmis à 6 h, il faut donc décrypter le code en moins de 18 heures. Agacé, Denniston ordonne de détruire les travaux de Turing et le renvoie. Cependant, les autres membres de l'équipe s'y opposent et menacent de partir si Turing est renvoyé. Denniston accorde alors un sursis d'un mois à l'équipe pour faire fonctionner la machine de Turing. 
Joan Clarke est sur le point de partir, sur le souhait de ses parents, mais Turing la demande alors en mariage, ce qu'elle accepte. Pendant la célébration de leurs fiançailles, Turing révèle alors son homosexualité à Cairncross, qui la supposait, et lui demande de garder cela pour lui. Durant cette même cérémonie, Turing se rend compte, lors d'une discussion avec une femme recevant les messages allemands, qu'il peut programmer sa machine pour lancer le décodage à partir des mots qu'il sait présents. En effet, les messages du matin contiennent toujours les mots « Temps » et « Heil Hitler ». Après avoir reprogrammé sa machine, il décode rapidement les messages et l'équipe fête sa victoire. Cependant, Turing réalise qu'ils ne peuvent pas éviter les attaques qu'ils connaissent, sinon les Allemands devineraient que les Alliés ont réussi à décrypter Enigma. Commence alors un long silence où l'équipe finit par décider qu'elle doit établir des statistiques afin d'évaluer quelles attaques il est possible de déjouer sans que les Allemands découvrent qu'Enigma est éventé, tout en écourtant au maximum la guerre ; Stewart Menzies, chef du MI6 (services secrets britanniques) qui supervise leur opération, les aide en fournissant des sources secondaires aux services de renseignement, afin de ne pas éveiller les soupçons des Allemands sur la provenance des informations.
Dans le même temps, Turing découvre que Cairncross est un espion soviétique. Quand Turing l'interroge, Cairncross lui réplique que les Soviétiques sont des alliés qui travaillent dans le même but et menace Turing de dévoiler son homosexualité s'il le dénonce. Au même moment, Menzies fouille l'appartement de Turing et Clarke : il y découvre les messages à décoder que Turing lui faisait passer en cachette de la sécurité. Lorsque Turing arrive, Menzies prétend avoir envoyé Joan Clarke en prison militaire pour haute trahison : Turing lui révèle que Cairncross est un espion, ce que Menzies savait déjà et dont il se sert. C'est lui qui a incorporé Cairncross dans l'équipe afin de faire fuiter des informations aux Soviétiques, dans le but d'aider les Britanniques. Ayant désormais peur pour la sécurité de Joan Clarke, Alan Turing lui demande de partir de Bletchley Park en lui avouant son homosexualité et en lui racontant qu'il ne l'a jamais aimée. Malgré sa colère pour le manque d'affection qu'il semble lui porter, elle refuse, préférant rester jusqu'à la fin de la guerre pour voir tout le travail qu'elle a accompli prendre un sens. 

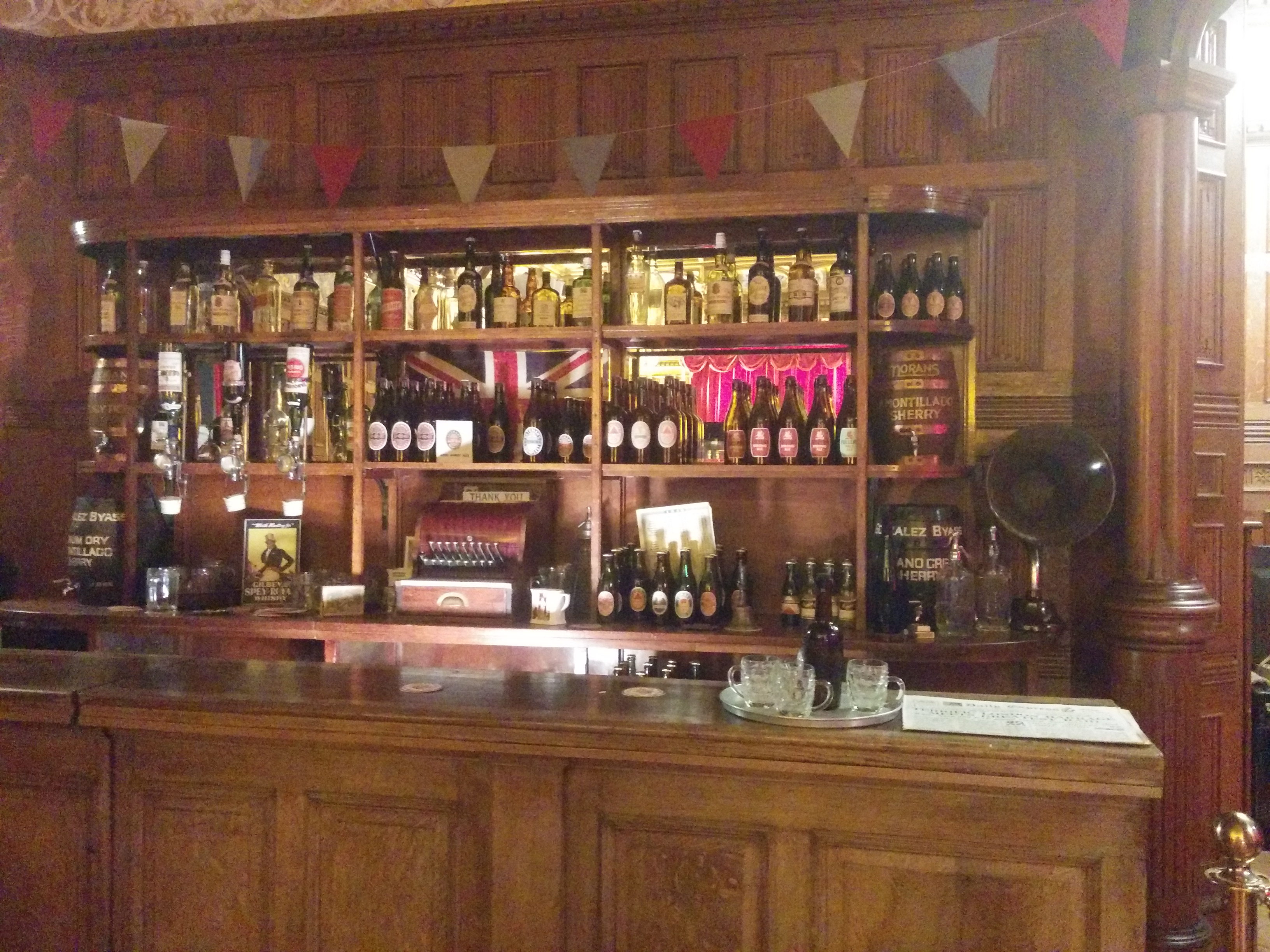
Reproduction du bar utilisé dans le film.

Après la guerre, Menzies ordonne à l'équipe cryptographique de détruire tout leur travail et de faire comme si rien ne s'était passé et comme s'ils ne se connaissaient pas : ils ont décrypté un code réputé incassable, l'information doit être gardée secrète. Une nouvelle guerre a commencé.
L'inspecteur Nock pense que Turing est un espion soviétique, tout comme d'autres professeurs de Cambridge, comme Burgess et Maclean. Il n'obtient son dossier militaire, classé confidentiel, que pour constater qu'il est vide. Finalement, la raison du cambriolage est découverte : Turing fait appel à des prostitués pour des relations homosexuelles et l'un d'eux en a profité pour organiser le vol. Turing est donc coupable d'outrage aux bonnes mœurs et il est longuement questionné par Nock : pendant son interrogatoire, Turing parle alors de sa vie antérieure à Bletchley Park.
Turing est ensuite condamné et accepte une castration chimique pour éviter deux ans de prison et pouvoir continuer à travailler sur l'ancêtre de l'ordinateur, son nouveau projet. Joan Clarke lui rend visite et note sa fatigue physique et mentale. Elle lui rappelle que son travail a sauvé des vies et elle cite ce que Turing avait entendu de Christopher étant plus jeune (et qu'il lui avait dit lui-même) : « Parfois, ce sont les personnes qu'on imagine capables de rien qui font des choses que personne n'aurait imaginées ».
Un texte en fin de film rappelle que Turing s'est suicidé le 7 juin 1954, à 41 ans. Il rappelle également que des dizaines de milliers d'homosexuels ont été condamnés pour outrage pendant les XIXe et XXe siècles. Seul Turing a été gracié, à titre posthume, en décembre 2013, par la reine Élisabeth II et après un discours du Premier ministre David Cameron. Les historiens estiment que Turing a sauvé 14 millions de vies tout en écourtant la guerre d'au moins 2 ans. Les travaux de Turing ont permis le développement de machines de Turing, les premiers ordinateurs.

## Fiche technique
- Titre original : The Imitation Game
- Titre français : Imitation Game
- Titre québécois : Le Jeu de l'imitation
- Réalisation : Morten Tyldum
- Scénario : Graham Moore, d'après la biographie Alan Turing: The Enigma (Alan Turing ou L'énigme de l'intelligence[2]) d'Andrew Hodges
- Direction artistique : Maria Djurkovic
- Décors : Nick Dent
- Costumes : Sammy Sheldon
- Photographie : Óscar Faura (en)
- Montage : William Goldenberg
- Musique : Alexandre Desplat
- Production : Nora Grossman, Ido Ostrowsky et Teddy Schwarzman
- Sociétés de production : Ampersand Pictures et Black Bear Pictures
- Sociétés de distribution : Studiocanal (Royaume-Uni et France) ; The Weinstein Company (États-Unis)
- Budget : 14 millions $[3]
- Pays de production : États-Unis
- Langue originale : anglais
- Format : couleur - Ratio : 2,39:1[réf. souhaitée]
- Genre : biographique
- Durée : 114 minutes
- Dates de sortie :
  - États-Unis : 29 août 2014 (Festival du film de Telluride 2014) ; 21 novembre 2014 (nationale)
  - Royaume-Uni : 14 novembre 2014
  - Québec : 19 décembre 2014 (Montréal) ; 25 décembre 2014 (sortie limitée) ; 9 janvier 2015 (étendue)
  - France : 28 janvier 2015

## Distribution
- Benedict Cumberbatch (VF : Stéphane Roux) : Alan Turing
- Keira Knightley (VF : Marie-Eugénie Maréchal) : Joan Clarke
- Matthew Goode (VF : Jean-Christophe Dollé) : Hugh Alexander
- Rory Kinnear (VF : Xavier Fagnon) : l'inspecteur Robert Nock
- Mark Strong (VF : Eric Herson-Macarel) : Stewart Menzies
- Charles Dance (VF : Philippe Catoire) : Commandant Denniston
- Steven Waddington (VF : Loïc Houdré) : le Superintendant Smith
- Allen Leech (VF : Yannick Blivet) : John Cairncross
- Matthew Beard (VF : Hugo Brunswick) : Peter Hilton
- Tom Goodman-Hill (VF : Luc-Antoine Diquéro) : le Sergent Staehl
- Tuppence Middleton (VF : Barbara Tissier) : Helen
- Alex Lawther : Alan Turing jeune
- Jack Bannon : Christopher Morcom
- James Northcote (VF : Garlan Le Martelot) : Irving John Good

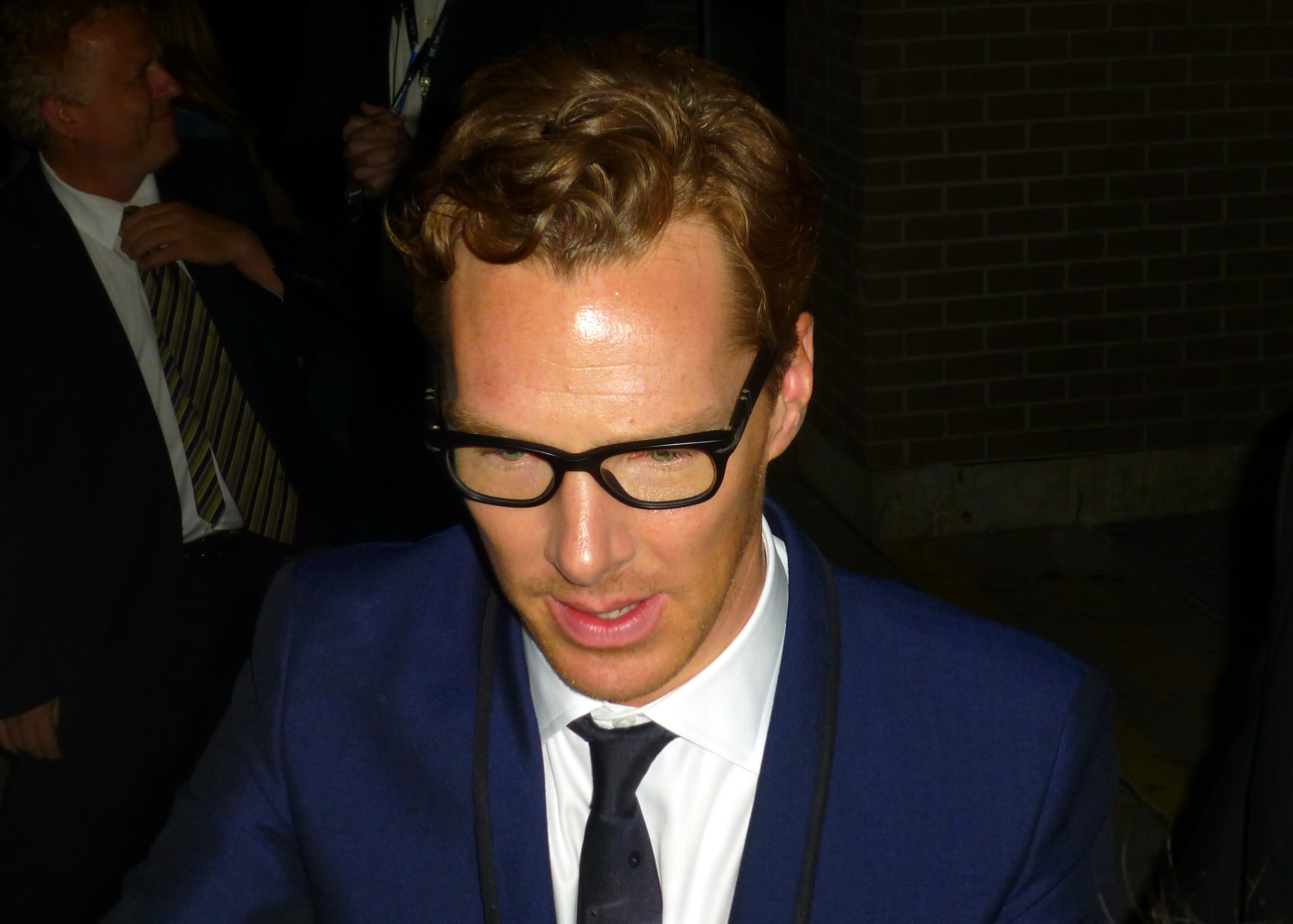
Benedict Cumberbatch interprète Alan Turing.
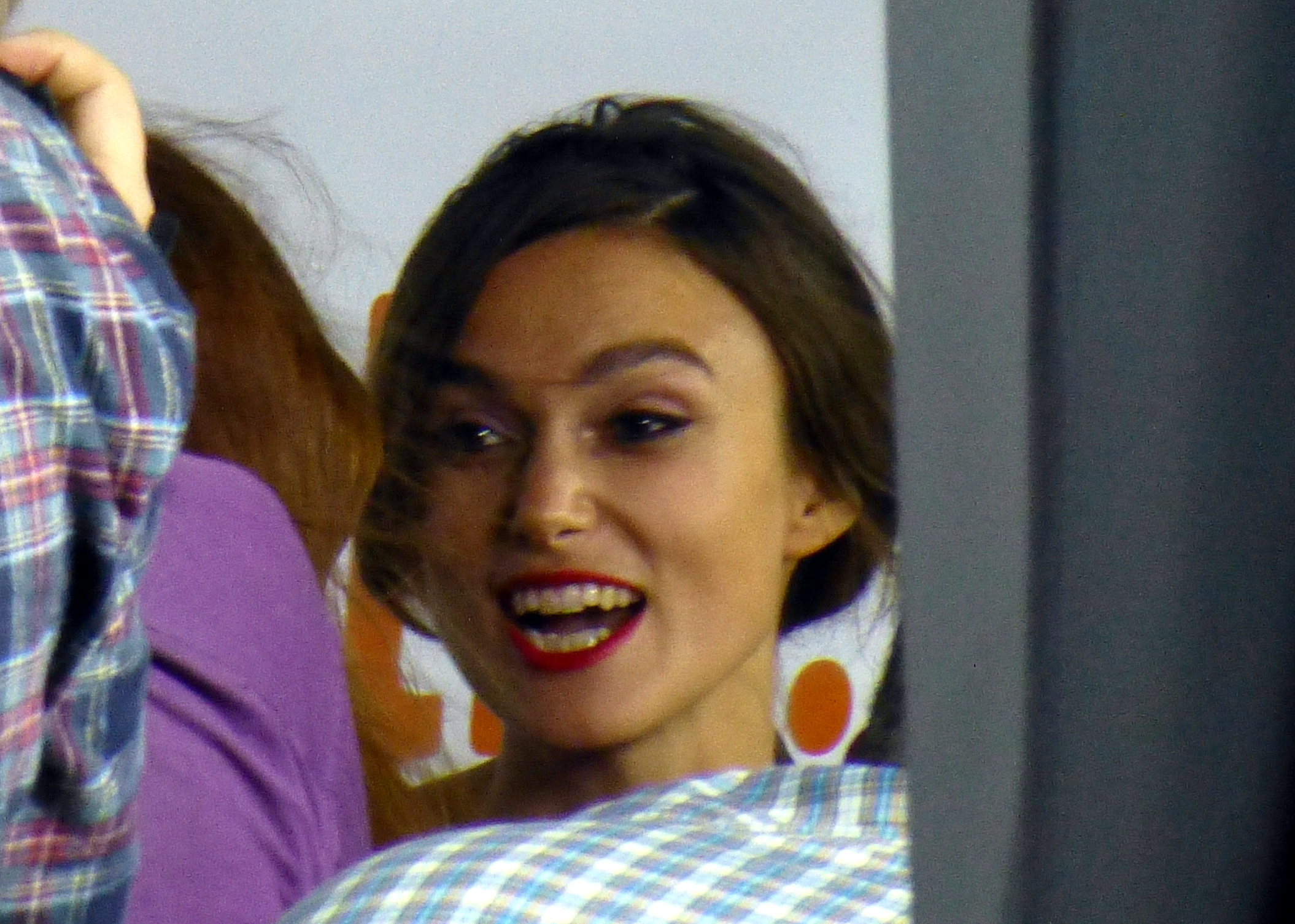
Keira Knightley interprète Joan Clarke.
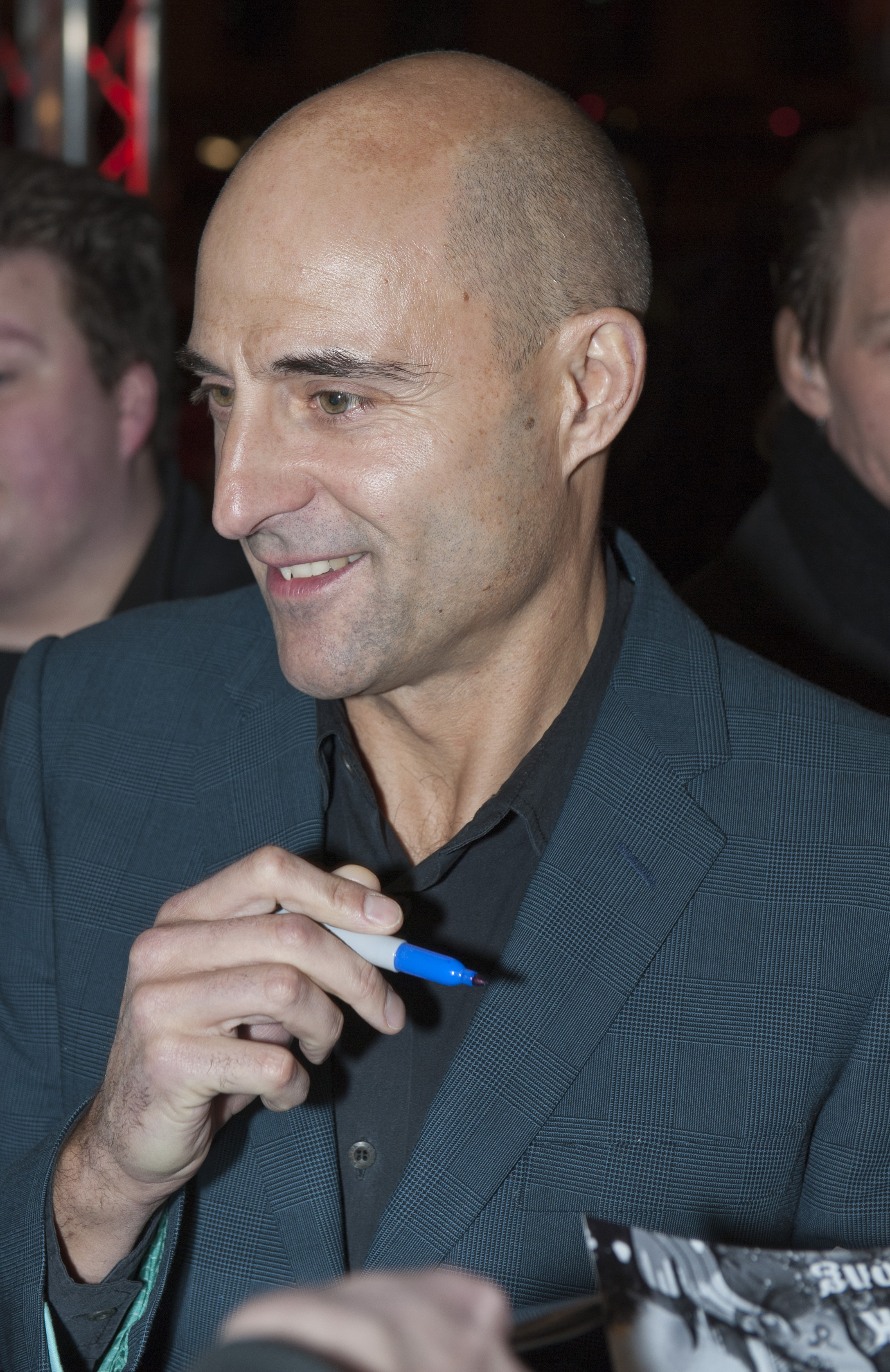
Mark Strong interprète Stewart Menzies.
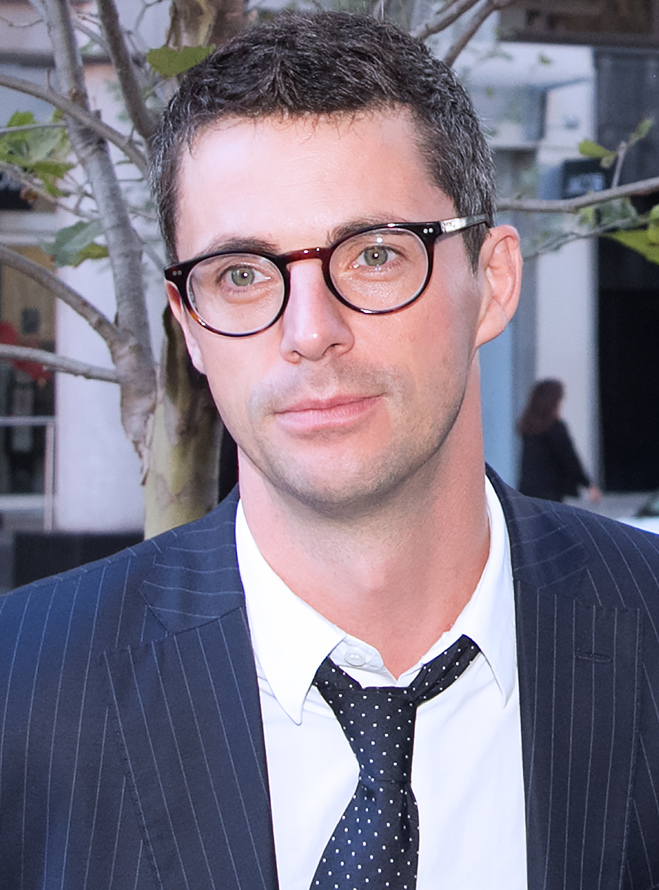
Matthew Goode interprète Hugh Alexander.
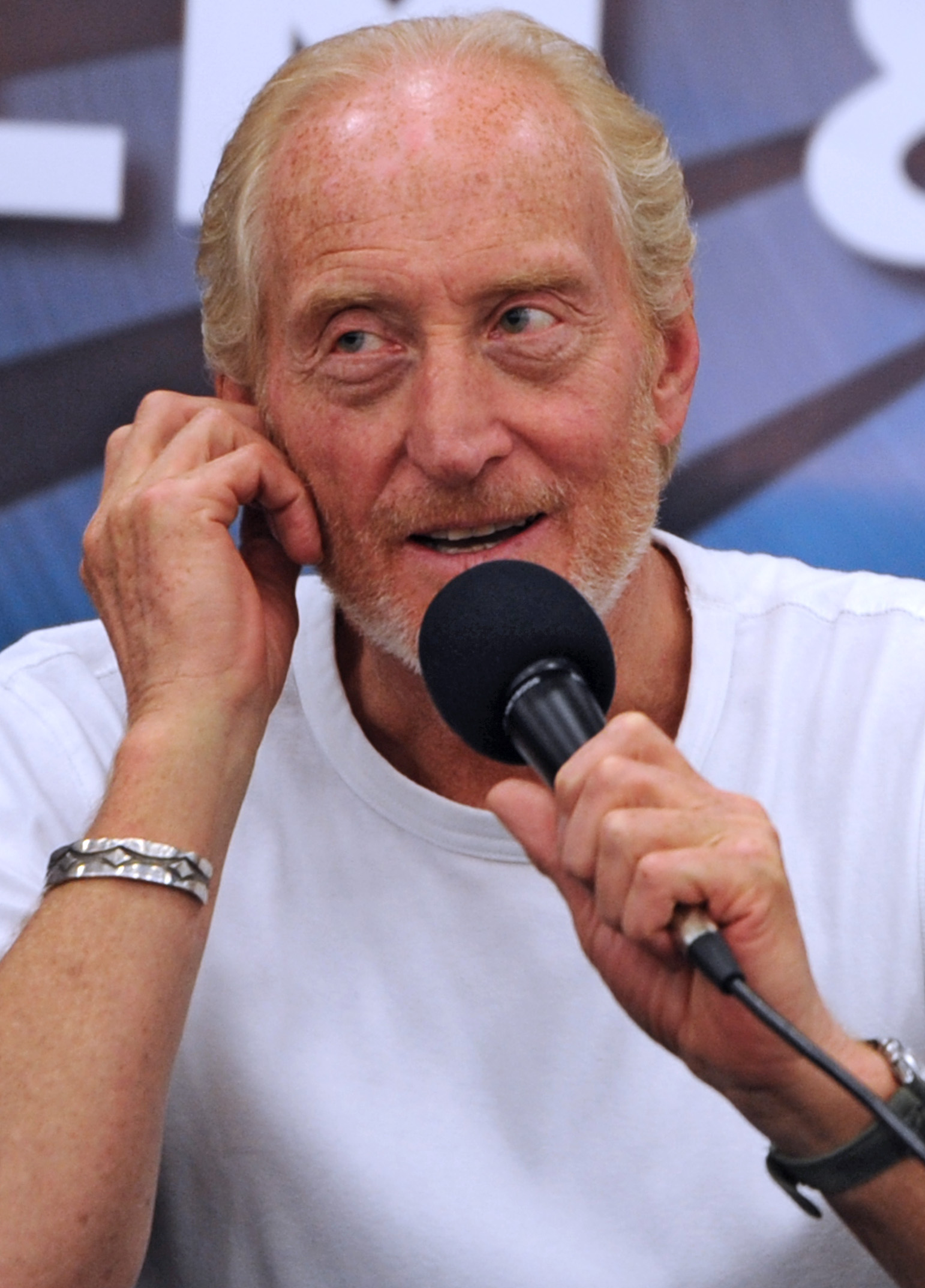
Charles Dance interprète le commandant Denniston.
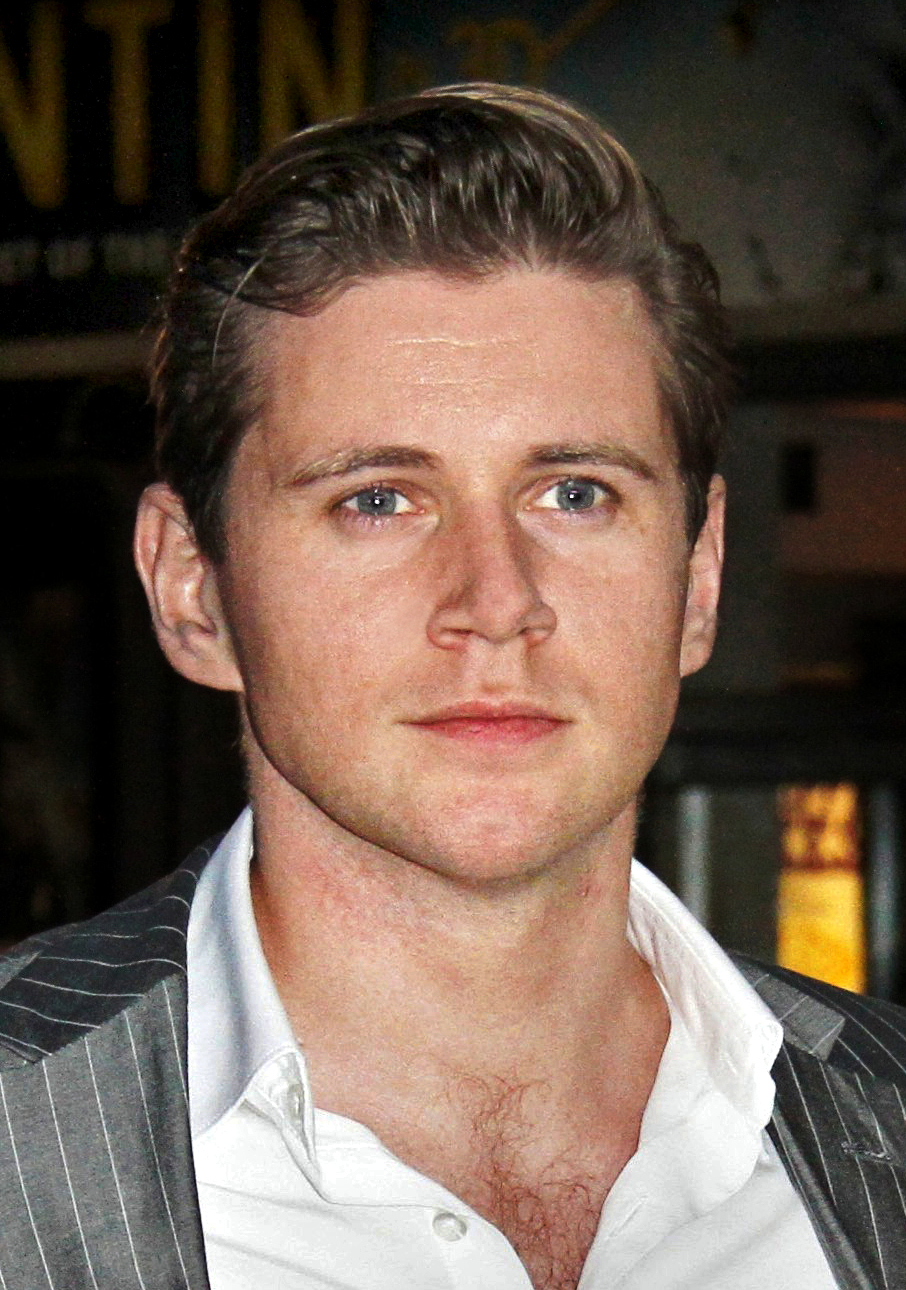
Allen Leech interprète John Cairncross.

## Production

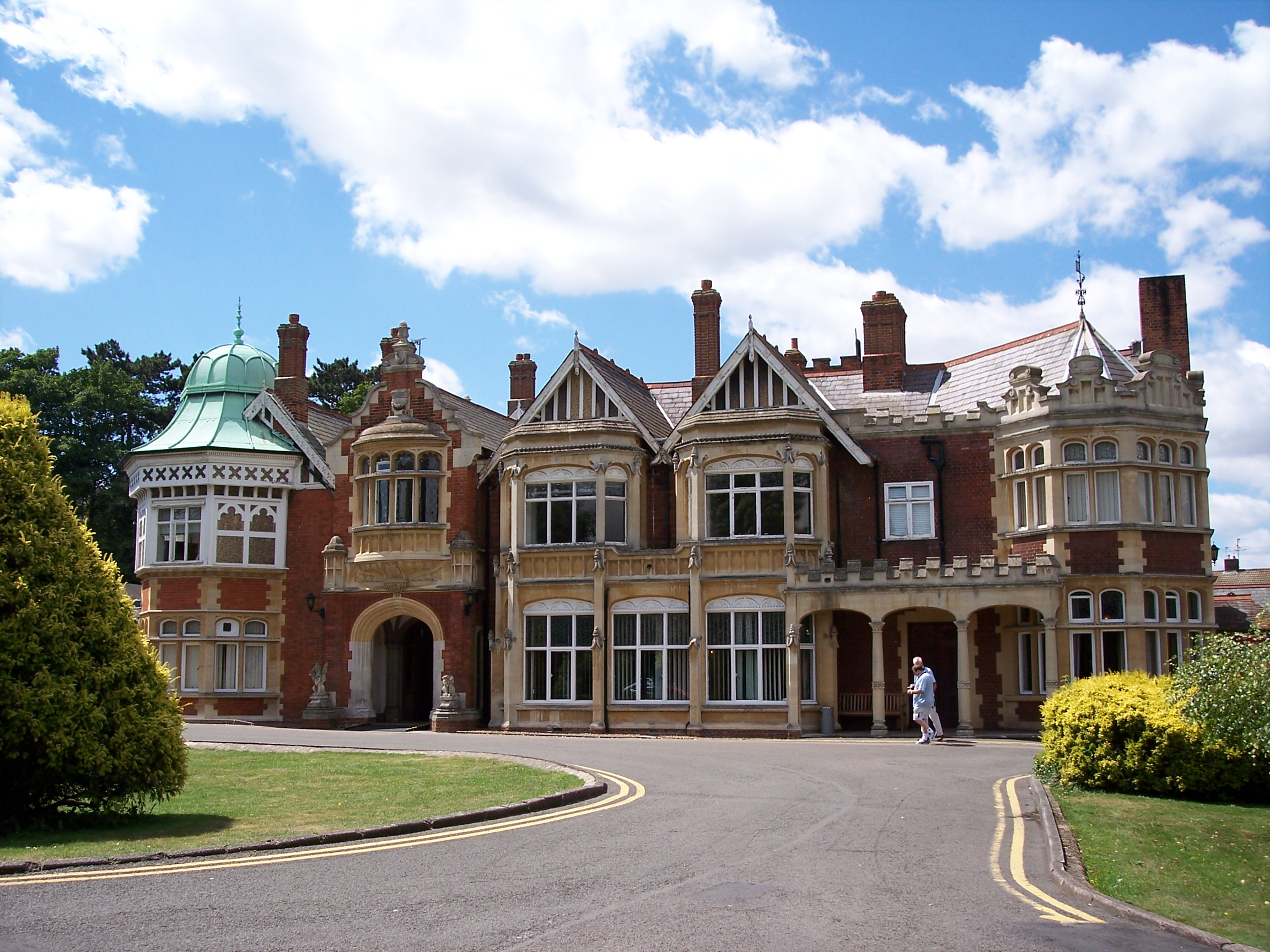
Bletchley Park, où certains scènes ont été tournées

Le scénario fut classé premier de la Black List, en 2011 : il s'agit d'un sondage annuel effectué auprès de plusieurs cadres hollywoodiens recensant les scénarios non produits les plus appréciés. Avec 133 mentions sur plus de 300 votants, le scénario atteignit un consensus jamais atteint dans la Black List.
Warner Bros achète en 2011 le script du film pour plusieurs millions d'euros, au moment où Leonardo DiCaprio est intéressé à jouer le rôle d'Alan Turing. Finalement, L. DiCaprio se retire et Warner Bros renonce aux droits. Black Bear Pictures achète par la suite les droits de production.
Le tournage du film commence le 15 septembre 2013 en Angleterre. Il se déroule dans l'ancienne école de Turing et à Bletchley Park, où Turing et ses collègues ont travaillé pendant la guerre. De même, la bombe présentée dans le film est inspirée de la réplique présente au musée de Bletchley Park. Cependant, elle a été modifiée afin de la rendre plus intéressante au cinéma : elle est plus large et a plus de mécanismes visibles dans le film que dans la réalité. Le tournage est terminé le 11 novembre 2013.

### Musique
La musique du film a été composée par Alexandre Desplat, déjà connu pour ses réalisations dans Le Discours d'un roi, Harry Potter et les reliques de la mort, Coco avant Chanel, Largo Winch ou encore De rouille et d'os. Bien qu'il ait auparavant décliné l'offre, pour manque de temps, la production annonce son engagement pour le film en juin 2014. Desplat a alors dû réaliser l'intégralité de la bande originale en moins de trois semaines, alors que le film était déjà en cours de finalisation,.
L'album sort le 24 novembre 2014, édité par Sony Classical.

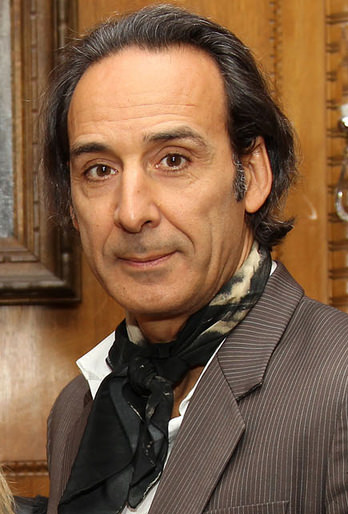
Alexandre Desplat, compositeur de la musique du film

| 1.      | The Imitation Game      | 2:37 |
| 2.      | Enigma                  | 2:50 |
| 3.      | Alan                    | 2:57 |
| 4.      | U-boats                 | 2:12 |
| 5.      | Carrots and Peas        | 2:19 |
| 6.      | Mission                 | 1:36 |
| 7.      | Crosswords              | 2:52 |
| 8.      | Night Research          | 1:39 |
| 9.      | Joan                    | 1:45 |
| 10.     | Alone with Numbers      | 2:58 |
| 11.     | The Machine Christopher | 1:57 |
| 12.     | Running                 | 3:01 |
| 13.     | The Headmaster          | 2:27 |
| 14.     | Decrypting              | 2:01 |
| 15.     | A Different Equation    | 2:54 |
| 16.     | Becoming a Spy          | 4:08 |
| 17.     | The Apple               | 2:20 |
| 18.     | Farewell to Christopher | 2:41 |
| 19.     | End of War              | 2:07 |
| 20.     | Because of You          | 1:36 |
| 21.     | Alan Turing's Legacy    | 1:56 |
| 0:51:08 |                         |      |

## Accueil

### Accueil critique
Note : Chaque magazine ou journal ayant sa propre notation, toutes les notes attribuées sont remises au barème d'Allociné, de 1 à 5 étoiles.
Le film a été globalement bien reçu par la critique. Mais, pris au pied de la lettre, il a été très critiqué par les historiens et scientifiques pour ses erreurs historiques et la présentation caricaturale qu'il fait d'Alan Turing,.
Les critiques envers le film portent essentiellement sur sa façon de déformer le caractère et les actions d'Alan Turing. Par exemple, Turing s’étant engagé par serment, comme tous les agents du GCCS, à ne jamais rien révéler de ses activités à Bletchley Park, il n'est pas cohérent qu’il aborde ce sujet pendant son interrogatoire avec un simple inspecteur de police qui enquêtait sur son homosexualité. Le film n'aborde pas non plus la tragédie ressentie par Turing qui a dû dresser une muraille étanche entre sa vie privée et son activité secrète pendant la guerre, dont aucun policier ou magistrat ne pouvait avoir la moindre connaissance. 
Le film ignore également certains aspects de Bletchley Park (GCCS), organisation tout particulièrement créée pour répondre à une situation de crise exceptionnelle. Les dirigeants, comme Denniston, loin d'être le personnage obtus que le film décrit (ce qui a valu une plainte en justice contre les producteurs du film), ont vite compris la valeur d’hommes comme Turing et les ont aidés à obtenir les ressources nécessaires pour atteindre les objectifs du GCCS. Contrairement au scénario du film, Turing n’a jamais été agressé à Bletchley Park, où il était considéré dès 1940 comme un maître en matière de cryptanalyse, et encore moins soupçonné de trahison.
De même, la scène où Cairncross menace Turing de dévoiler son homosexualité est contraire à l'Histoire, car Turing ne cachait pas ses goûts et, dans l'esprit tolérant des élites libérales anglaises de l’époque (1942 n'était pas 1952), personne ne lui en aurait fait grief. Un article paru dans The Guardian considère cette scène comme une nouvelle insulte à la mémoire de Turing, après sa condamnation de 1952 pour grossière indécence  (gross indecency). Elle revient en effet à accuser Turing de trahison et de lâcheté (Turing aurait renoncé à livrer un espion pour protéger son petit confort personnel) et à faire de son homosexualité une « faille de sécurité » – très exactement ce qui motivait les partisans d’une répression accrue des « perversions sexuelles » dix ans plus tard, lors de la condamnation de Turing.

### Box-office
| Pays ou région | Box-office      | Date d'arrêt du box-office | Nombre de semaines |
| -------------- | --------------- | -------------------------- | ------------------ |
| États-Unis     | 83 921 000 $    | 23 février 2015            | 12                 |
| France         | 818 034 entrées | 23 février 2015            | 6                  |
| Monde          | 160 840 682 $   | 23 février 2015            | 12                 |

## Analyse
(février 2015).
- Si vous ne connaissez pas le sujet, laissez ce bandeau (vous pouvez alors contacter les auteurs).
- Si vous supprimez le contenu mis en cause (vous pouvez préalablement contacter les auteurs),

argumentez précisément cette suppression dans la page de discussion
(un manque de référence n'est pas un argument ; une recherche réelle de référence doit avoir été effectuée, être formellement documentée).
Si la dramatisation nécessaire à un film autorise des écarts avec la réalité et ne posent aucun problème, plusieurs des inexactitudes introduites dans le film sont plus discutables et ont fait l'objet de nombreuses critiques.

### Les événements historiques
Le film laisse entendre que le travail à Bletchley Park a reposé sur un petit groupe de cryptologues enlisés durant les premières années de la guerre, jusqu'à la percée soudaine qui leur a permis de casser le code d'Enigma : des progrès ont été en réalité accomplis dès 1939, ainsi des milliers de personnes travaillaient sur le projet à la fin de la guerre. Durant toute cette période, il y eut des percées et des revers, comme lorsque les Allemands ont modifié l'utilisation des machines Enigma et que les casseurs de code de Bletchley Park ont dû revoir leur méthode.
Turing, que le film fait apparaître alors complètement marginalisé, est censé écrire une lettre à Churchill pour obtenir le contrôle de l'équipe et des fonds pour la machine de décryptage : Turing a, en réalité, fait une démarche avec plusieurs de ses collègues, dont Hugh Alexander, à Churchill (qui s'était auparavant rendu à Bletchley Park) ; ils cherchaient à obtenir davantage de ressources administratives pour le projet, ce que Churchill a fait immédiatement.
Dans le film, Turing baptise sa machine électromécanique « Christopher », du nom de son ami d'enfance : elle s'appelait, en réalité, « Victory ». Victory s’inspirait de la « Bombe » conçue en 1938 par le cryptanalyste polonais Marian Rejewski. La bomba kryptologiczna de Rejewski exploitait une faille temporaire dans les procédures d'exploitation allemandes. Des spécialistes polonais travaillaient d'ailleurs déjà sur Enigma et certains d'entre eux, des mathématiciens, ont œuvré à Bletchley Park. Une nouvelle machine reposant sur une autre stratégie a été conçue en 1940 par Turing (avec une contribution clé du mathématicien Gordon Welchman, passé sous silence dans le film). Plus de 200 Bombes britanniques ont été fabriquées sous la supervision d’Harold Keen, de la British Tabulating Machine Company,.
L'équipe de la Hut 8 décide, dans une scène, de ne pas exploiter le décryptage du premier message, annonçant une attaque allemande sur le navire où sert le frère d'un des casseurs de codes (Peter Hilton), parce que cela révélerait aux Allemands qu'ils ont cassé le code d'Enigma : Hilton n’avait pas de frère et les décisions prises sur la façon et le moment d'utiliser les résultats de l’équipe l’étaient naturellement à des niveaux beaucoup plus élevés.

### La personnalité et la vie de Turing
L'affection de Turing adolescent pour Christopher est réciproque selon le film et il nie être son ami en apprenant sa mort : en réalité, bien que Christopher savait être aimé de Turing il ne partageait pas ses sentiments, et Turing fut ouvertement effondré à l’annonce de sa mort,.
Le film décrit l'arrestation de Turing en 1951, à la suite des soupçons d'un policier qui le croit être un espion soviétique puis aux informations fournies par le cambrioleur à propos de l'ex-amant de Turing. En réalité, elle a lieu en 1952. La scène de l’interrogatoire, où Turing raconte l'Imitation Game au policier, est fictive.
Joan Clarke apprend, dans le film, le procès de Turing après coup et lui rend visite alors qu'il purge sa peine : il n'y a toutefois aucune trace d'une visite de Joan Clarke à cette époque, mais Turing était resté en contact avec elle après la guerre et l'avait informée de son procès à venir.
Le film montre Turing incapable de penser clairement ou de faire tout travail après la castration chimique qu'il a subie : malgré sa faiblesse physique et ses changements physiques (y compris la gynécomastie) sous l’effet du traitement hormonal, Turing a produit à cette époque un travail novateur sur la morphogenèse, d’ailleurs inspiré par les modifications corporelles dues à la castration chimique,.

### Les autres personnages
Le commandant Denniston du film est présenté de manière caricaturale comme étant un officier rigide qui harcèle Turing et entrave son action ; arc-bouté sur les principes militaires, il a l'air de mépriser le travail des cryptographes et va jusqu'à arrêter la machine parce qu'elle ne produit pas de résultats assez rapidement. Ses petits-enfants se sont toutefois insurgés contre une atteinte qu’ils jugent injustifiée à la mémoire de leur grand-père, estimant qu'il avait un tempérament complètement différent de celui dépeint par le film et qu’il était entièrement favorable au travail effectué par les cryptologues placés sous son commandement,. Il n’y a pas de trace des affrontements montrés entre Turing et Denniston. Turing aurait toujours été respecté et considéré comme l'un des meilleurs casseurs de codes de Bletchley Park.
Le film montre les rencontres et la complicité de Turing avec Stewart Menzies, chef du service de renseignement britannique MI6. Pourtant aucun document n'en atteste durant tout le temps passé par Turing à Bletchley Park.
Une sous-intrigue d'espionnage met en cause Turing dans le film : il aurait un temps cédé au chantage de son collègue John Cairncross, ne révélant pas qu'il était un espion moyennant le silence sur son homosexualité ; or, Turing et Cairncross travaillaient dans des unités différentes de Bletchley Park et rien ne dit qu'ils se soient rencontrés,. L'historien Alex Von Tunzelmann juge sévèrement cette mise en cause : « La liberté de création est une chose, calomnier la réputation d'un grand homme - tout en reprenant le préjugé hostile des années 1950, selon lequel les homosexuels représentaient automatiquement un risque pour la sécurité - en est une autre. »

## Tournage
Les scènes où l'on voit les cryptologues travailler avec la machine d'Alan Turing pour briser le code Enigma ont été tournées dans le Hangar 113 de Bicester Heritage, au nord de Bicester dans l'Oxfordshire en Angleterre